# Orange 9mm
Orange 9mm war eine US-amerikanische Post-Hardcore-, Alternative-Rock- und Crossover-Band aus New York City, die 1992 gegründet wurde und sich im Jahr 2000 auflöste.

## Geschichte
Die Band wurde im Jahr 1992 von dem Sänger Chaka Malik und dem Gitarristen Chris Traynor gegründet. Die beiden kannten sich bereits aus ihrer gemeinsamen Tätigkeit bei der Hardcore-Punk-Band Burn. Ergänzt wurde die Besetzung durch den Bassisten Eric Rice und den Schlagzeuger Larry Gorman. Ihren Namen wählte die Band als „Gegenreaktion auf sämtliche Einsilben-Combos, von denen im East Village an jeder Ecke irgendwelche Plakate hingen“. Das „9mm“ bezeichne ein Kaliber und beziehe sich auf die Brutalität und den zu leichtsinnigen Umgang mit Waffen, während das „Orange“ für die Jugend, das Positive und Kreativität stehe. Im folgenden Jahr veröffentlichte die Gruppe eine erste Live-EP. Nachdem die Band einen Plattenvertrag bei Revelation Records unterzeichnet und mehrere Singles veröffentlicht hatte, verließ Gorman die Besetzung, was ihm Rice kurz darauf gleichtat. Schließlich erreichte die Gruppe einen Plattenvertrag bei East West Records. Unterdessen kamen der Bassist David Gentile und der Schlagzeuger Matthew Cross als neue Mitglieder hinzu. Im Frühling 1995 erschien das Debütalbum Driver Not Included, das von Dave Jerden produziert worden war. Das Album ist eine Zusammenfassung von älteren bereits bekannten Singles. Danach ging es mit Helmet auf Tournee und ein Vertrag bei Atlantic Records wurde unterzeichnet. Im selben Jahr war die Band auch auf dem Dynamo Open Air zu sehen und sie hielt eine Europatournee mit Biohazard ab. Später im Jahr 1995 verließ Gentile vor den Aufnahmen zum Album Tragic, die mit dem Produzenten David Sardy stattgefunden hatten, die Besetzung und wurde durch Taylor McLam ersetzt. Das Album erschien 1996. Ein Lied hiervon ist auf dem Soundtrack zu dem Film Flucht aus L.A. zu hören. Danach verließ Traynor die Besetzung, woraufhin es lange still um die Gruppe wurde. Im selben Jahr trat die Band unter anderem zusammen mit Local H und Shift auf. Zudem verlor die Gruppe 1997 ihren Vertrag bei Atlantic Records. Für die 1998er EP  Ultraman Vs. Godzilla hatte McLam vom Bass zur E-Gitarre gewechselt, sein ursprüngliches Instrument wurde von Chris Vitali übernommen. Letzterer verließ kurze Zeit später die Gruppe wieder. Im Frühjahr 1999 schloss sich das dritte Album Pretend I’m Human an. Hierauf ist McLam sowohl an der E-Gitarre als auch am Bass zu hören. Die Aufnahmen hatten in Los Angeles mit Neil Perry stattgefunden. Der Aufnahmenprozess sowie das Abmischen hatten insgesamt zwei Monate in Anspruch genommen. Im folgenden Jahr löste sich die Band, nach längerer Touraktivität, auf. In ihrer Karriere ist die Band unter anderem zusammen mit Clutch, Sick of It All, Quicksand und Ned’s Atomic Dustbin aufgetreten.

## Stil
Laut Christian Graf in seinem Nu Metal und Crossover Lexikon wurde die Band durch Led Zeppelin, Black Sabbath, Radiohead und Miles Davis beeinflusst. Auf dem Alben kombiniere die Gruppe „Adrenalin-Rock mit brutalen Grooves, Punk-Energie und zynischen Raps“. Auf Pretend I’m Human gebe sich die Gruppe feinfühliger. Martin Popoff schrieb in seinem Buch The Collector’s Guide of Heavy Metal Volume 3: The Nineties über Tragic, dass hierauf Einflüsse von Industrial, Hip-Hop und Alternative Rock hörbar sind. Die Riffs seien drückend. Insgesamt sei die Musik etwas mit der von Wool vergleichbar. Ultraman Vs. Godzilla sei rauer, rhythmischer und urbaner Metal, in den Elemente aus Rap und Funk eingearbeitet würden. Die Musik sei „heavy“, intelligent, roh und komplex. Zu Pretend I’m Human schrieb Popoff, dass man die Band zuvor als Mischung aus Helmet, Fishbone und Lenny Kravitz hätte bezeichnen können, was für ihn Musik etwas im Stil von Candiria ergab, jedoch nun diese Elemente verschwunden seien. Die Musik sei persönlicher, mutiger und stärker durch Rap und Electronica beeinflusst. Den Songs fehle es an Geschwindigkeit sowie Gitarrenklängen; sie würden stattdessen stark gesangsbasiert sein. Zudem seien gelegentlich Parallelen zu Skunk Anansie vorhanden.
Chris Leibundgut bezeichnete Driver Not Included als „eine melodische Kakophonie aus Wut, Melancholie, Groove und aggressivem Riffing“. Im Interview mit ihm gab Chris Traynor an, dass die Band sich nicht als Hardcore-Punk-Band sieht, sondern sie sich eher dem Post-Hardcore zuordne, wobei der Gruppe jedoch eine Genrezuordnung nicht wichtig sei. Als Einflüsse gab er für David Gentile AC/DC und Motörhead, für Matthew Cross Siouxsie and the Banshees und 10,000 Maniacs, für Chaka Malik Hip-Hop, Jimi Hendrix und Eric Clapton und für sich selbst The Smiths und Metal als Einflüsse an. Die Band sei unpolitisch, die Mitglieder seien zwar alles Vegetarier, jedoch wolle man dies nicht in den Songs thematisieren. Zwei Ausgaben zuvor hatte Leibundgut Driver Not Included rezensiert. Hierauf sei melodischer Post-Hardcore zu hören und somit mit der Musik von Quicksand, Into Another und Helmet vergleichbar. Die Songs seien meist intensiv und eingängig, während der Gesang an den von Zack de la Rocha erinnere. Die Gruppe verzichte dabei, mit der politischen Korrektheit von Rage Against the Machine zu nerven. In einer späteren Ausgabe verglich Leibundgut die Band erneut mit Rage Against the Machine, während Tragic „ein ausgesprochen facettenreiches Stück Crossover“ sei. Hierauf experimentiere man nun wieder stärker mit Hip-Hop-Elementen und die Musik falle jetzt melodischer aus. Im Interview mit ihm gab Chaka Malik an, dass er hier versuchte, wie seine Lieblingsbands Red Hot Chili Peppers, Soundgarden und Lenny Kravitz, etwas Neues zu probieren. In ihrer vorherigen Rezension zu Tragic schrieb Hanno Kress, dass die Band am Anfang noch „etwas auf Nummer Sicher getrimmten Hardcore mit Hüpffaktor“ spielte, ehe man sich dem Alternative Rock widmete. Das Material sei melodisch und könne es mit Nirvanas Nevermind aufnehmen. Insgesamt biete man einen dynamisch gestalteten Crossover verschiedener Einflüsse, bei dem man auch die Hardcore-Punk-Wurzeln im Stil von Quicksand und CIV nicht vernachlässige.

## Diskografie
- 1994: Orange 9mm (EP, Revelation Records)
- 1994: Glistening (EP, East West Records)
- 1995: Suspect (EP, East West Records)
- 1995: High Speed Changer (Single, East West Records)
- 1995: Driver Not Included (Album, East West Records)
- 1996: Muted (Single, Atlantic Records)
- 1996: Tragic (Album, Atlantic Records)
- 1997: Fly / 斬影 / Strange / Second Breath (Split mit Cycle und Back Drop Bomb, DEA Records)
- 1998: Ultraman Vs. Godzilla (EP, Ng Records)
- 1999: Primer (EP, Ng Records)
- 1999: Pretend I’m Human (Album, Ng Records)